# زفاكوانا
زفاكوانا (بالإنجليزية: Zvakwana)‏ هي حركة سرية في زيمبابوي، ظهرت في عام 2004. ويعني اسمها «بما فيه الكفاية» بلغة الشونا، وفي نديبيلي تترجم إلى سوكوانيلي. (Sokwanele هي أيضًا جزء من الحركة ولكن يبدو أنها أكثر انشغالًا بنشر المعلومات).
الكلمة البديلة Ndebele هي سوكوانيلي 'Sokwanele'. وفقًا لأحد الناشطين، فهي أيضًا "شبكة من الأشخاص العاديين الذين يشجعون الزيمبابويين في جميع أنحاء البلاد على النهوض والوقوف والتحدث عن القضايا الأساسية المعروضة عليهم حاليًا: الفقر والجوع والبطالة ونقص الرعاية الصحية، فشل التعليم والسبب الجذري لجميع هذه المشاكل، والحكم السيئ.
يبدو أن زفاكوانا Zvakwana مسؤولة عن التوزيع السري لرسائل المقاومة والكتابات وأقراص الموسيقى المدمجة والواقيات الذكرية التي تحمل شعارها (Z) على خلفية صفراء. كما أنها تدير موقعًا على شبكة الإنترنت تحاول حكومة زيمبابوي حجبه عن مزودي خدمات الإنترنت.
تقول حركة التغيير الديمقراطي المعارضة التابعة لحزب المعارضة إنهم ليسوا على صلة بزفاكوانا  Zokwana، لكنهم يشاركون قيمه ويدعمون جهوده.[بحاجة لمصدر]

## انتقادات الحركة للحكومة
قف الآن، يصعب على الغرباء فهم حجم القفزة التي مرت بها زمبابوي في غضون بضع سنوات فقط. تخيل حكومة تزعم أن معدل البطالة يبلغ 9 في المائة عندما يكون أكثر من 70 في المائة من السكان العاملين عاطلين عن العمل. أو بلد يبلغ معدل التضخم السنوي فيه 150 في المائة (وهو أعلى معدل في العالم)، حيث يُطلب من وكالات الإغاثة الدولية التوقف عن توزيع الأغذية بينما يستمر عدد الأشخاص المحتاجين إلى الغذاء في الارتفاع.

## سارة لادبو
تقدم قصة قصيرة جديدة رائعة للمؤلفة المشهورة سارة لادبو مانيكا، زفاكوانا، نظرة مفجعة حول رغبة رجل واحد في التضحية من أجل أسرته في وقت الأزمة الاقتصادية الشديدة.